# 長丞拜基站
長丞拜基站（：／ Jangseung-baegi yeok */?）是首爾地鐵7號線沿線的一座地下車站，位於韓國首爾特別市銅雀區上道洞。站名源自朝鮮古代的長丞，意思是「長丞豎立之處」。

## 車站構造
站體為2面2線側式月台的地下車站，候車月台設有月台幕門，並有6處出口。
本站無法轉乘對向列車。

### 月台配置
| 上道 ↑           |
| \| 上            |
| ↓ 新大方丁字路口 |

| 月台 | 路線           | 目的地                                 |
| ---- | -------------- | -------------------------------------- |
| 上行 | ●首爾地鐵7號線 | 南城、上鳳、道峰山、長岩方向           |
| 下行 | ●首爾地鐵7號線 | 大林、鐵山、掘浦川、富平區廳、石南方向 |

## 歷史
- 2000年8月1日：落成啟用。

## 車站周邊
- 銅雀區廳
- 銅雀區衛生所
- 銅雀圖書館
- 銅雀文化福利中心
- 首爾銅雀教育支援廳
- 長丞中學
- 首爾上道初等學校
- 鷺梁津站

## 圖片

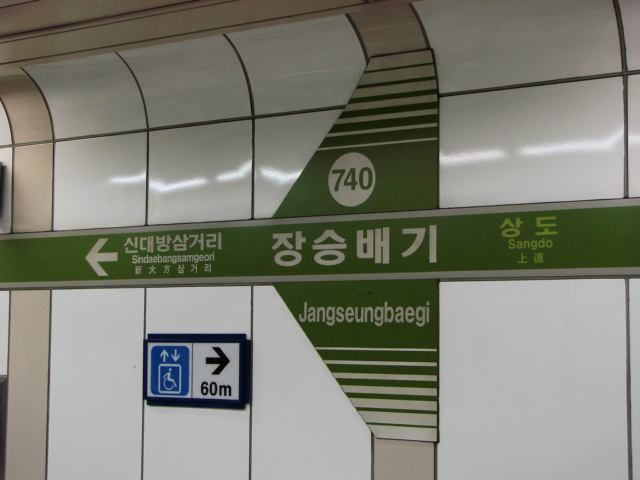
站名牌
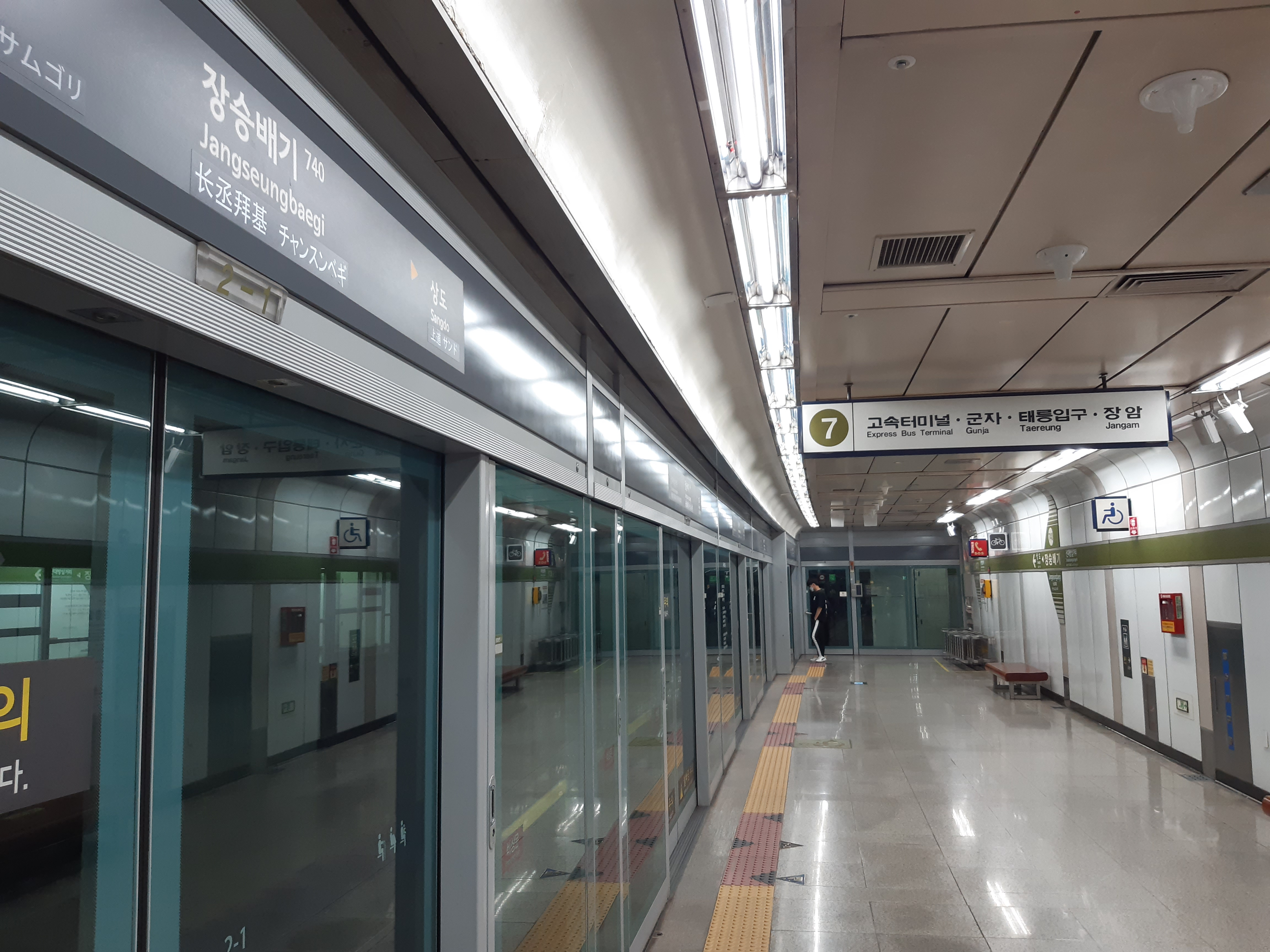
候車月台
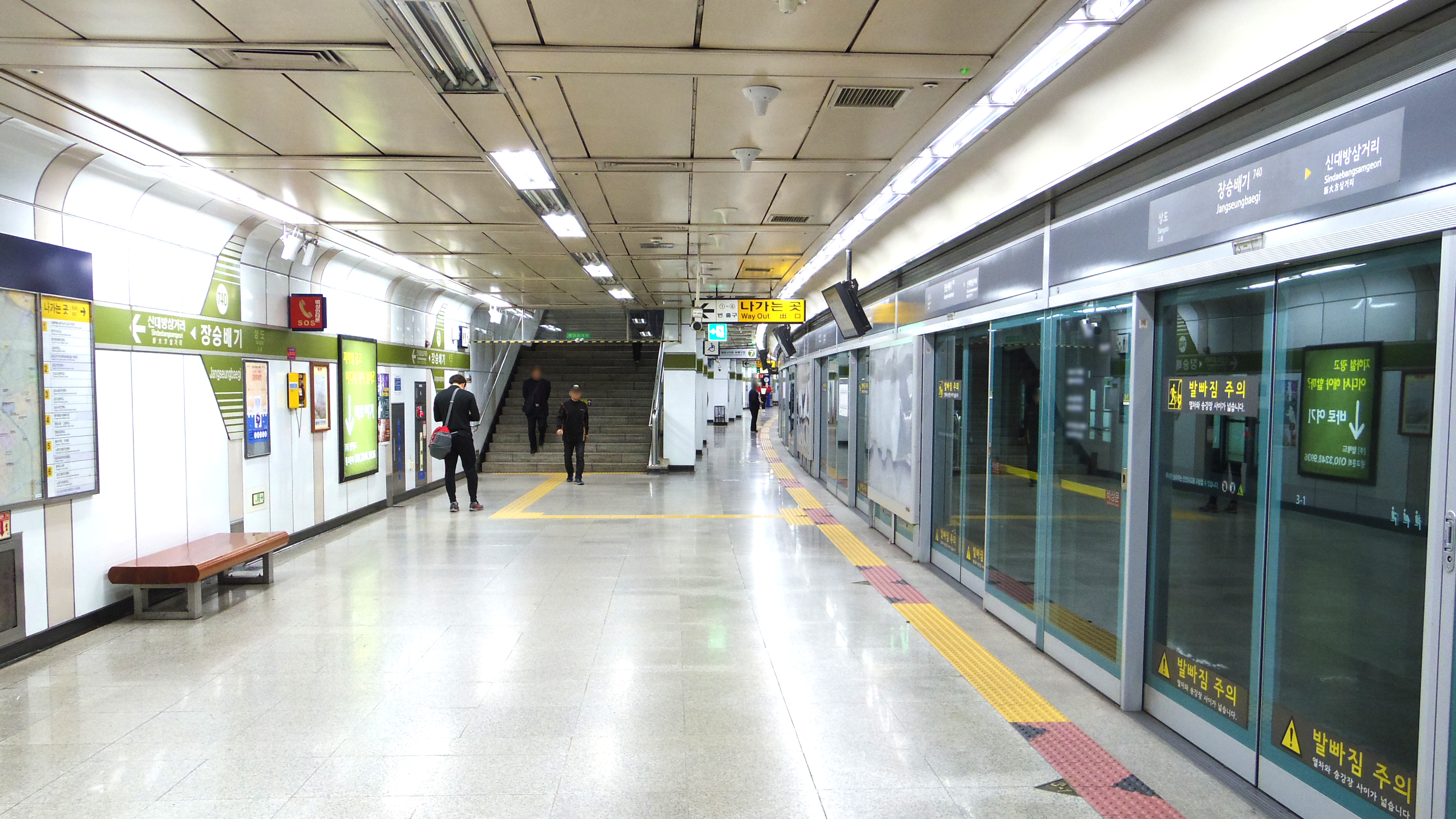
候車月台
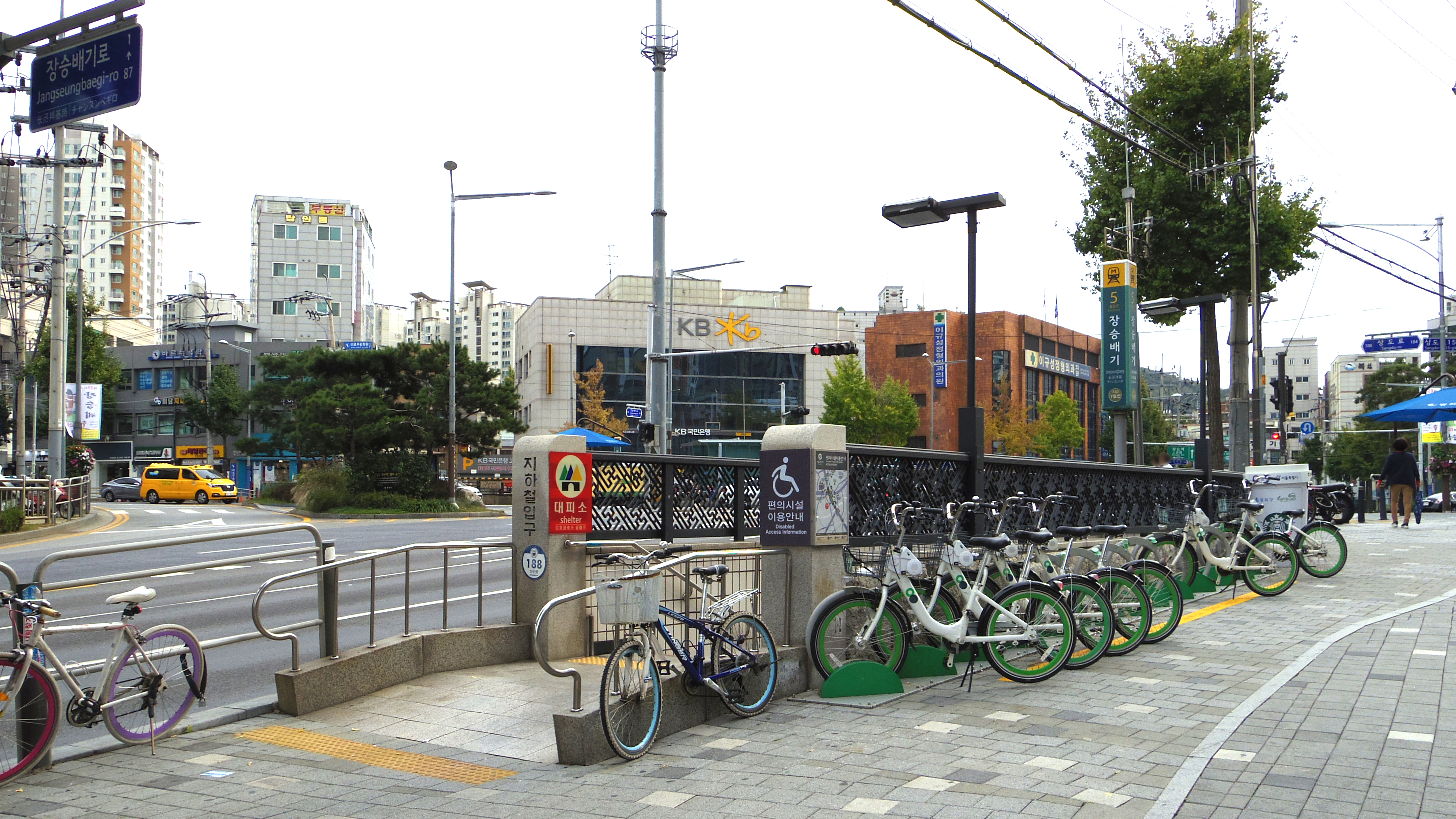
5號出口

## 相鄰車站
首爾交通公社
●首爾地鐵7號線
上道（739）－長丞拜基（740）－新大方丁字路口（741）